# Georg Rydeberg

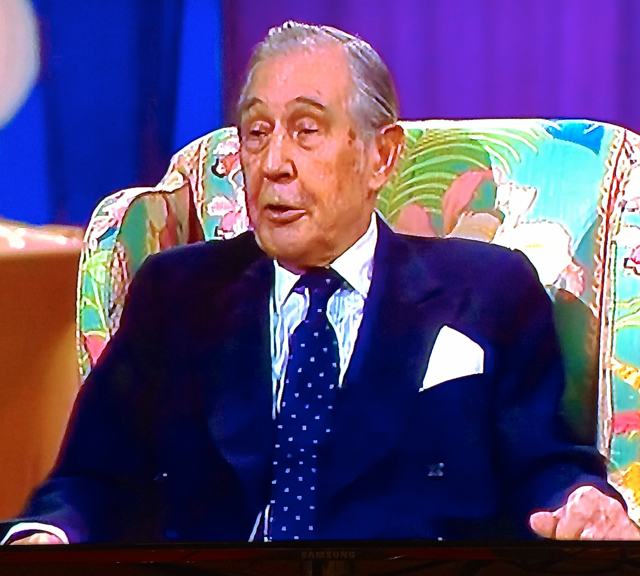
Georg Rydeberg i tv-programmet "Här är ditt liv" den 19 februari 1983, kort före sin död.

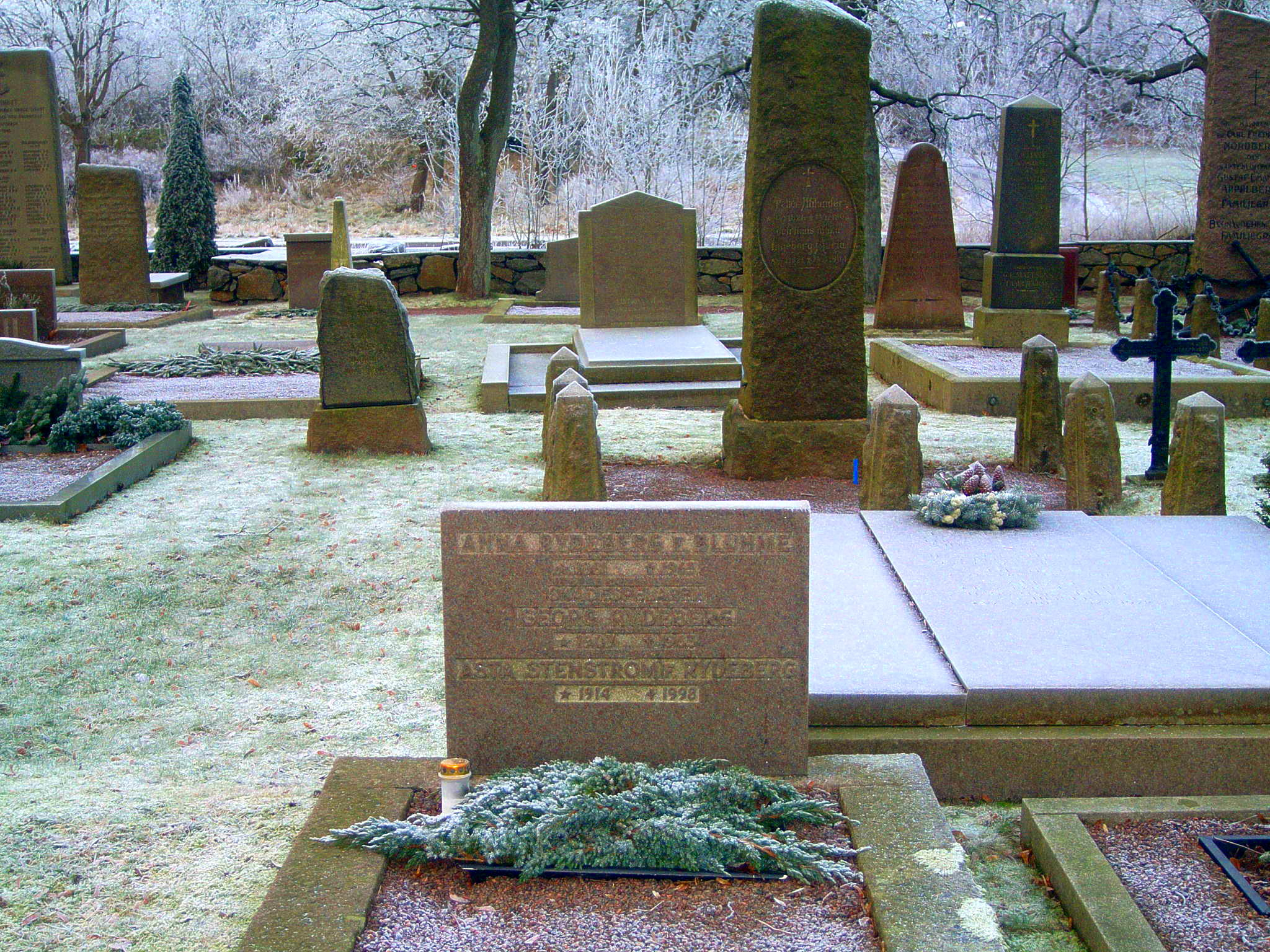
Nya Varvets kyrkogård

Olof Georg Rydeberg, född 21 juli 1907 i Örgryte församling i Göteborg, död 22 februari 1983 i Oscars församling i Stockholm, var en svensk skådespelare.

## Biografi
Georg Rydebergs mor hette Anna Bluhme (1881–1965) och fadern hette Yngve Rydeberg (1880–1934) – även om denne förnekade faderskapet och rykten gjorde gällande att den verklige fadern var Eric Lemming. Georg Rydebergs yngre syster Asta var gift med Martin Stenström.
Rydeberg växte upp vid Timmermansgatan i Majorna. Han gick till sjöss, men tvingades avbryta sjölivet på grund av malaria. Efter några års kontorsarbete blev Rydeberg elev vid Lorensbergsteatern. Han gick 1929–1931 på Dramatens elevskola och var därefter i tre år verksam vid Blancheteatern. Där fick han 1933 sitt genombrott i Hela havet stormar. Åren 1934–1936 var han anställd vid Göteborgs stadsteater, för att därefter främst ägna sig åt film som anställd av AB Svensk Filmindustri 1936–1943. År 1938 företog Rydeberg studieresor i Storbritannien och Frankrike. Han tillhörde Dramatiska teatern 1945 och Vasateatern 1946. År 1947 var han verksam som skådespelare i Danmark.
Som filmskådespelare debuterade han 1932 i Landskamp, men slog igenom först 1938 i En kvinnas ansikte. Andra kända filmer där han medverkade är Tänk om jag gifter mig med prästen (1941), Doktor Glas (1942), Appassionata (1944) och Kärlekens bröd (1953).
1967 tilldelades Georg Rydeberg Teaterförbundets guldmedalj för "utomordentlig konstnärlig gärning". 30 maj 1975 blev han förste gäst i tv-programmet Gäst hos Hagge.
Mot slutet av sin karriär, 1977–1982, läste han Alfred Tennysons dikt Nyårsklockan inför tolvslaget varje nyårsafton på Skansen.
Hans sista framträdande var i tv-programmet Här är ditt liv den 19 februari 1983, där Viveca Lindfors var huvudperson. Han hittades död i sin lägenhet på Styrmansgatan i Stockholm den 20 mars 1983 och ska då förmodligen ha avlidit redan den 22 februari under oklara omständigheter. Georg Rydeberg gravsattes 15 april 1983 på Nya Varvets kyrkogård i Göteborg.

## Privatliv
Rydeberg var gift fyra gånger. Första gången var han gift 1931–1934 med skådespelaren Karin Bergman (1910–1982). De fick dottern Nina Nilsson (född 1931).
Andra gången var han gift 1934–1941 med skådespelaren Birgit Sergelius (1907–1979). De fick sonen Claes Rydeberg (född 1937).
Tredje gången var han gift 1942–1948 med journalisten Marga Lettström (1911–2011). De fick sonen Hans-Georg Rydeberg (1943–1959), som omkom i en trafikolycka, och dottern Lena Rydeberg Olsson (född 1945).
Fjärde gången var han gift 1950–1979 med Eugénie Trullemans (1909–2011), dotter till oboisten Eugen Trullemans och Bodil Hansen samt tidigare gift med konsuln Sven Torvald Jahnsson.
Däremot gifte han sig aldrig med Viveca Lindfors, som han hade en omskriven relation med i början av 1940-talet. Rydeberg plågades i media av ett både bisarrt och envist rykte om att han skulle ha bitit av Lindfors ena bröstvårta, något han bestämt dementerade.
I en tidningsintervju 1976 fick Georg Rydeberg frågan om hans mor och alla de andra kvinnorna i hans liv och han svarade:
| ” | "Trots ensamhet och många sorger var min mor en god och generös människa. Men jag har mött ömhet och värme och generositet hos många kvinnor, hos mina fyra hustrur inte minst. Jag kan inte säga att jag fick mer av min mor och mindre av dem. Men sen detta är sagt...jag undrar om jag givit dem så mycket generositet, ömhet och godhet som jag borde. På den frågan svarar jag nej. - Varför? - På sätt och vis är jag en våldsam människa med ett fruktansvärt svårt humör. För att inte allt ska sluta i explosion fordras det ett oändligt tålamod av omgivningen. Jag har väl tänkt: Dom borde begripa det här, förlåta mej och gå vidare. Men man kan såra en kvinna så oerhört att hon har svårt att glömma, det borde jag förstått." | „ |

## Filmografi i urval
- 1932 – Landskamp
- 1933 – Djurgårdsnätter
- 1933 – Flickan från varuhuset
- 1933 – Kära släkten
- 1933 – Kärlek och dynamit
- 1934 – Falska Greta
- 1934 – Uppsagd
- 1935 – Valborgsmässoafton
- 1935 – Flickornas Alfred
- 1937 – Adolf Armstarke
- 1937 – Ryska snuvan
- 1938 – Dollar
- 1938 – En kvinnas ansikte
- 1939 – Filmen om Emelie Högqvist
- 1940 – Stål
- 1941 – Lärarinna på vift
- 1941 – I paradis ...
- 1941 – Tänk, om jag gifter mig med prästen
- 1941 – Hem från Babylon
- 1942 – Fallet Ingegerd Bremssen
- 1942 – Doktor Glas
- 1942 – Farliga vägar
- 1943 – Herre med portfölj
- 1943 – Flickan är ett fynd
- 1943 – Ombyte av tåg
- 1943 – Som du vill ha mej
- 1944 – Appassionata
- 1944 – Narkos
- 1945 – Lidelse
- 1945 – Två människor
- 1945 – I som här inträden
- 1946 – Harald Handfaste
- 1947 – Två kvinnor
- 1952 – Oppåt med Gröna Hissen
- 1952 – För min heta ungdoms skull
- 1952 – Eldfågeln
- 1953 – Skuggan
- 1953 – I dimma dold
- 1954 – Storm över Tjurö
- 1954 – Skrattbomben
- 1955 – Kärlek på turné
- 1955 – Hemsöborna
- 1955 – Hoppsan!
- 1955 – Sista ringen
- 1956 – Flickan i frack
- 1956 – Ratataa
- 1957 – Lille Fridolf blir morfar
- 1957 – En drömmares vandring
- 1957 – Nattens ljus
- 1957 – Prästen i Uddarbo
- 1959 – Fridolfs farliga ålder
- 1960 – Domaren
- 1961 – Lek ej med kärleken (TV-teater)
- 1964 – Svenska bilder
- 1965 – Festivitetssalongen
- 1967 – Människor möts och ljuv musik uppstår i hjärtat
- 1968 – Vargtimmen
- 1968 – Vindingevals
- 1969 – Fadern
- 1970 – Röda rummet (TV-serie)
- 1972–1974 – Bröderna Malm (TV-serie)
- 1972–1973 – Ett resande teatersällskap (TV-serie)
- 1974 – En handfull kärlek
- 1976 – A.P. Rosell, bankdirektör (TV-serie)
- 1976 – De lyckligt lottade (TV-serie)
- 1977 – Bröderna (TV-serie)
- 1979 – Katitzi (TV-serie)
- 1980 – Snövit och de sju dvärgarna (röst i nydubb)
- 1981 – Göta kanal

## Teater

### Roller (ej komplett)
| År   | Roll                       | Produktion                                                                           | Regi               | Teater                           |
| ---- | -------------------------- | ------------------------------------------------------------------------------------ | ------------------ | -------------------------------- |
| 1931 | Förste möbelbäraren        | Thalias barn Tor Hedberg                                                             | Gustaf Linden      | Dramaten                         |
| 1931 | Timothy                    | Fadershjärtat (The Breadwinner) W. Somerset Maugham                                  | Alf Sjöberg        | Dramaten                         |
| 1931 | Willocks                   | Sex appeal (Aren’t We All ?) Frederick Lonsdale                                      | Harry Roeck-Hansen | Blancheteatern                   |
| 1931 | Benjamin Grong             | Vägen framåt (Underveis) Helge Krog                                                  | Harry Roeck-Hansen | Blancheteatern                   |
| 1931 | Fritz Bernt                | Till polisens förfogande (Voruntersuchung) Max Alsberg och Otto Ernst Hesse          | Harry Roeck-Hansen | Blancheteatern                   |
| 1932 | Vladimir                   | Kamrat Arina står brud (Die Liebe auf dem Lande) I.M. Wolkow                         | Harry Roeck-Hansen | Blancheteatern                   |
| 1932 | Maurice Duclos             | Fallna änglar (Fallen Angels) Noël Coward                                            | Sture Baude        | Blancheteatern                   |
| 1932 | Charlie                    | Syndafloden Henning Berger                                                           | Harry Roeck-Hansen | Blancheteatern                   |
| 1932 | Louis                      | Hotellrummet (Chambre dʼhôtel) Pierre Rocher                                         | Harry Roeck-Hansen | Blancheteatern                   |
| 1932 | Léon Bouquet               | Obs, nymålat (Prenez garde à la peinture) René Fauchois                              | Harry Roeck-Hansen | Blancheteatern                   |
| 1932 | Abbe                       | Tredubbelt gifta (Abieʼs Irish Rose) Anne Nichols                                    | Semmy Friedmann    | Blancheteatern                   |
| 1933 | En gymnasist               | Livet har rätt Dicte Sjögren                                                         | Harry Roeck-Hansen | Blancheteatern                   |
| 1933 | Joseph Schindler           | Hela havet stormar (Musical Chairs) Ronald Mackenzie                                 | Per Lindberg       | Blancheteatern                   |
| 1933 | Orsino                     | April, april eller Vad ni vill (Twelfth Night, or What You Will) William Shakespeare | Per Lindberg       | Blancheteatern                   |
| 1933 | Jerry Hallam               | Vi Hallams (Another Language) Rose Franken                                           | Knut Martin        | Blancheteatern                   |
| 1933 | Paul Feugeas               | Spillror Dicte Sjögren                                                               | Harry Roeck-Hansen | Blancheteatern                   |
| 1934 | Teddy                      | Strumpebandet (Getting Gertie’s Garter) Avery Hopwood                                | Harry Roeck-Hansen | Blancheteatern                   |
| 1937 | Mr Cummingham              | Vår ära och vår makt (Vår ære og vår makt) Nordahl Grieg                             | Alf Sjöberg        | Dramaten                         |
| 1939 | Rodolphe Boulanger         | Madame Bovary Gaston Baty                                                            | Harry Roeck-Hansen | Blancheteatern                   |
| 1939 | Gustav III                 | Kungens komedi Oscar Rydqvist                                                        | Martha Lundholm    | Vasateatern                      |
| 1940 | Maximil                    | Fågel Fenix (Fugl Fønix) Kaj Munk                                                    | Martha Lundholm    | Vasateatern                      |
| 1940 | Dowey                      | Den gamla visar sina medaljer (The Old Lady Shows Her Medals) J.M. Barrie            | Martha Lundholm    | Vasateatern                      |
| 1940 | Michel                     | Duo Paul Géraldy och Colette                                                         | Harry Roeck Hansen | Blancheteatern                   |
| 1940 | Gaylord Esterbrook         | Plats för leende (No Time For Comedy) S.N. Behrman                                   | Harry Roeck Hansen | Blancheteatern                   |
| 1941 | Peter Bird                 | Ung kärlek (Young Love) Samson Raphaelson                                            | Per-Axel Branner   | Nya Teatern                      |
| 1941 | Blind-Jonas                | Midsommardröm i fattighuset Pär Lagerkvist                                           | Per Lindberg       | Blancheteatern                   |
| 1942 | Alfred Allmers             | Lille Eyolf Henrik Ibsen                                                             | Martha Lundholm    | Vasateatern                      |
| 1944 | Jack Manningham            | Gasljus (Gaslight) Patrick Hamilton                                                  | Olof Molander      | Oscarsteatern                    |
| 1944 | Tom Collier                | Det evigt manliga (The Animal Kingdom) Philip Barry                                  | Harry Roeck-Hansen | Blancheteatern                   |
| 1946 |                            | Tolvskillingsoperan (Die Dreigroschenoper) Bertolt Brecht och Kurt Weill             | Sandro Malmquist   | Malmö stadsteater                |
| 1946 | Florent                    | Doris Marcel Thiébaut                                                                | Martha Lundholm    | Vasateatern                      |
| 1946 | Joe Meng                   | Patrasket Hjalmar Bergman                                                            | Anders Henriksson  | Vasateatern                      |
| 1948 | Dramatikern                | Kärlek utan nåd (Welded) Eugene O'Neill                                              | Gustaf Molander    | Turné                            |
| 1949 | Manéquant, teaterdirektör  | Kiki André Picard                                                                    | Martha Lundholm    | Vasateatern                      |
| 1951 | Greve Hector de Clérambard | Clérambard Marcel Aymé                                                               | Per-Axel Branner   | Nya teatern                      |
| 1951 | Frank Elgin                | Mannen du gav mig (The Country Girl ) Clifford Odets                                 | Ingmar Bergman     | Folkparksturné                   |
| 1951 | Daniel Bachelet            | Inte för er, mina damer (N’ecoutez pas , Mesdames) Sacha Guitry                      | John Zacharias     | Helsingborgs stadsteater         |
| 1952 | Frank Elgin                | Come back (The Country Girl) Clifford Odets                                          | Harry Roeck-Hansen | Blancheteatern                   |
| 1952 | Doktor Wirén               | Fullmåne Hasse Ekman                                                                 | Hasse Ekman        | Intiman                          |
| 1953 | Macheath                   | Tolvskillingsoperan (Die Dreigroschenoper) Bertolt Brecht och Kurt Weill             | John Zacharias     | Norrköping-Linköping stadsteater |
| 1953 | Djävulen                   | Don Juan i helvetet (Man and Superman, akt I) George Bernard Shaw                    | Per-Axel Branner   | Nya Teatern                      |
| 1954 | Sir Ronald                 | Dårskapens timme (Lʼora della fantasia) Anna Bonacci                                 | Per Gerhard        | Vasateatern                      |
| 1954 | Zamore                     | Kärlekens vals (Zamore) Georges Neveux                                               | Per Gerhard        | Vasateatern                      |
| 1954 |                            | Oh, mein Papa (Das Feuerwerk) Erik Charell och Paul Burkhard                         | Hansjörg Boeger    | Södra Teatern                    |
| 1956 | Jussac                     | Can-Can Cole Porter och Abe Burrows                                                  | Ivo Cramér         | Oscarsteatern                    |
| 1956 | Generalen                  | Romanoff och Juliet (Romanoff and Juliet) Peter Ustinov                              | Hans Dahlin        | Nya Teatern                      |
| 1957 | Gilbert                    | Janus Carolyn Green                                                                  | Nanny Westerlund   | Lilla Teatern                    |
| 1961 | Kung John, kung av England | Kung John (The Life and Death of King John) William Shakespeare                      | Alf Sjöberg        | Dramaten                         |
| 1963 | George                     | Vem är rädd för Virginia Woolf? (Who's Afraid of Virginia Woolf?) Edward Albee       | Ingmar Bergman     | Dramaten                         |
| 1965 | Advokaten                  | För Alice (Tiny Alice) Edward Albee                                                  | Ingmar Bergman     | Dramaten                         |